# 可杯

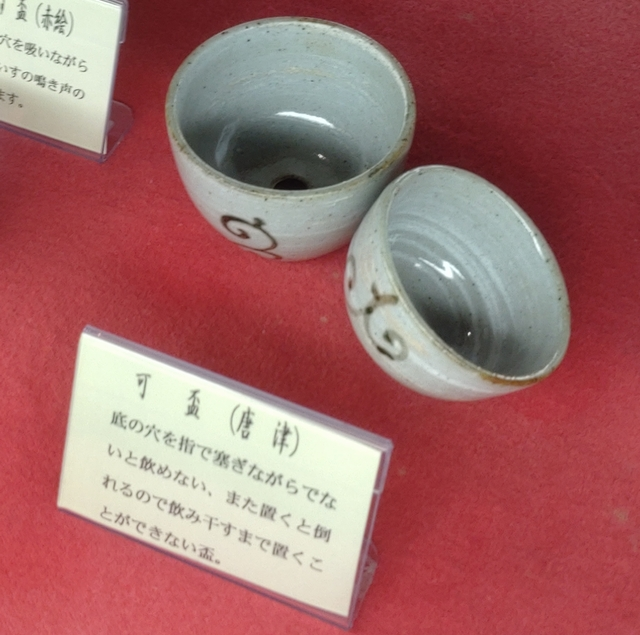
小林酒造（北海道栗山町）に展示されている可杯

可杯または可盃（べくはい、べくさかずき）は、日本の酒杯の一種。
漢文で、「可」の字は「可二○○○○一」（一、二は返り点）のように、常に句の上に来て、けっして下に置かない。このことから、飲みほさなければけっして下に置くことができないさかずきを、「可杯」という。古くは江戸時代の柳亭種秀『於路加於比』や井原西鶴『俗つれづれ』に見える。
いくつか種類がある。
- さかずきの底にちいさな穴がうがってあり、さかずきを持つ手の指でその穴をふさぎ、飲みほさなければ下に置くことができないもの。
- 天狗面のさかずきは、容量は8勺ほどで、その鼻（容量は5勺ほど）を持って酒を飲むもの。
- ひょっとこ面のさかずきは、面の口にひらく穴を指の腹でふさぎながら酒を飲むもの。

司牡丹酒造が販売している可杯は天狗・ひょっとこ・おかめの3種類で、付属の独楽を回して使う杯を決める。おかめには細工が施されておらず、通常の杯のように使える。